# Prostomis luzonica
Prostomis luzonica is een keversoort uit de familie Prostomidae. De wetenschappelijke naam van de soort is voor het eerst geldig gepubliceerd in 1992 door Schawaller.